# Восточно-Тихоокеанское поднятие
Восто́чно-Ти́хоокеа́нское подня́тие — подводный срединно-океанический хребет в Тихом океане. Отделяет Тихоокеанскую тектоническую плиту от тектонических плит Северо-Американская, Ривера, Кокос, Наска и Антарктическая (с севера на юг). Тянется к югу от Калифорнийского залива до точки (55°00′ ю. ш. 130°00′ з. д.), где соединяется с Южно-Тихоокеанским поднятием, простирающимся на запад-юго-запад в сторону Антарктиды, недалеко от Новой Зеландии. Активная сейсмическая зона. Именуется поднятием (а не хребтом) из-за большой ширины и протяжённости склона. Имеет вид широкого вала с узкой приподнятой гребневой зоной. Длина поднятия около 7600 км, ширина 850 км. Наивысшая точка — остров Пасхи — 539 метров над уровнем океана. Глубины у подножия поднятия 3500 — 4000 метров. Минимальная глубина над гребнем — 732 метра.
Отличается слабовыраженными рифтовыми долинами при участии в формировании рельефа зон поперечных разломов. В отличие от других срединно-океанических хребтов, смещён к восточной окраине океана.

## Чёрные курильщики
В 1979 году вдоль Восточно-Тихоокеанского поднятия были обнаружены гидротермальные источники, называемые «чёрными курильщиками». Они образуют массивные вулканогенные месторождения сульфидных руд на дне океана. В этих гидротермальных источниках было обнаружено множество уникальных глубоководных существ, которые существуют в хемосинтезирующей экосистеме, а не в экосистеме, использующей фотосинтез. Южный участок Восточно-Тихоокеанского поднятия — один из самых быстрорастущих участков системы срединно-океанических хребтов Земли.